# 글루이노
글루이노(영어: gluino)는 글루온의 초짝입자다. 글루온과 같이, 색에 따라 8종이 있다.
글루이노는 색전하를 가지므로, 강력에 따라 스쿼크와 쿼크로 붕괴한다. 스쿼크는 곧 쿼크와 가장 가벼운 초대칭 입자(LSP)로 붕괴한다.

## 같이 보기
- 최소 초대칭 표준 모형
- 뉴트랄리노
- 차지노